# Blériot-SPAD S.33
Die Blériot-SPAD S.33 war ein für vier bis fünf Passagiere ausgelegtes Doppeldecker-Passagierflugzeug des französischen Herstellers Blériot Aéronautique aus den 1920er-Jahren.

## Geschichte
Die S.33 startete am 12. Dezember 1920 zum Erstflug. Da einige der damals noch jungen Luftverkehrsgesellschaften Interesse an der S.33 zeigten, wurden nach den beiden Vorserienmaschinen weitere 41 Exemplare gebaut.
20 Maschinen erhielt die französische Gesellschaft Compagnie Franco-Romaine, die diese zwischen Frankreich und Osteuropa einsetzte. 1925 wurde aus dieser Gesellschaft die CIDNA (Compagnie Internationale De Navigation Aérienne), die 1933 gemeinsam mit anderen Gesellschaften zur Air France fusionierte. Die S.33 wurden zeitweise bis nach Istanbul eingesetzt.
Während der 1930er-Jahre waren die S.33 und deren Varianten die Standard-Passagierflugzeuge einiger kleiner europäischer Luftverkehrsgesellschaften.

## Aufbau
Bei der Blériot-SPAD S.33 handelte es sich um einen einstieligen Doppeldecker. Die unteren Tragflächen waren kürzer ausgeführt als die oberen, die oberen Tragflächen waren stark gepfeilt, die unteren hingegen standen im rechten Winkel zum Rumpf. Die Querruder befanden sich an den unteren Tragflächen. Die Maschine hatte ein zweirädriges Fahrwerk sowie einen Hecksporn.
Die S.33 war für vier Passagiere ausgelegt, für die in der geschlossenen Kabine im Rumpf Korbstühle vorhanden waren. Sicht nach außen hatten die Passagiere durch je drei Bullaugen auf jeder Rumpfseite. Ein fünfter Passagier konnte neben dem Piloten im offenen Cockpit Platz nehmen. Das Cockpit befand sich etwa in Rumpfmitte hinter der Passagierkabine.
Der Prototyp war noch mit einem Salmson-Sternmotor mit einer Leistung von 184 kW (250 PS) ausgestattet. Die Serienmodelle erhielten den 7 kW stärkeren Salmson-C.9-Sternmotor.

## Varianten
- Blériot-SPAD S.46: Modifikation der S-33 mit einem Lorraine-Dietrich-Motor 12 Da mit 272 kW (370 PS) und Erhöhung der Spannweite auf 12,60 m; Erstflug am 16. Juni 1921; 38 an die Compagnie Franco-Romaine verkaufte Maschinen.
- Blériot-SPAD S.48: Testweise wurde eine Serien-S.33 mit einem 202 kW (275 PS) starken Lorraine-Dietrich-Motor ausgestattet, diese Maschine erhielt während dieser Zeit die Bezeichnung S.48.
- Blériot-SPAD S.50: Blériot erstellte zwei auf der S.33 basierende Prototypen mit dem Hispano-Suiza-8Fb-Motor mit einer Leistung von 221 kW (300 PS), daraufhin wurden 3 Maschinen des Typs S.33 der Gesellschaft CMA entsprechend motorisiert und auf S.48 umgezeichnet. Eine weitere Maschine wurde mit dem vergrößerten Tragwerk der S. 46 ausgestattet und flog in Regierungsdiensten.
- Blériot-SPAD S.66: 1925 wurde aus Compagnie Franco-Romaine die CIDNA (siehe oben). Die 34 zu diesem Zeitpunkt noch im Dienst dieser Gesellschaft stehenden S.46 erhielten mit Fell überzogene Kopfstützen für die Sitzplätze im Cockpit. Außerdem wurden 8 Maschinen des Typs S.33 dieser Gesellschaft auf den gleichen Standard gebracht. Die insgesamt 42 Maschinen wurden auf S.66 umgezeichnet.
- Blériot-SPAD S.86: Einzelexemplar einer 1925 mit einem Lorraine-Dietrich-Motor mit einer Leistung von 331 kW (450 PS) ausgestatteten S.66
- Blériot-SPAD S.116: Einzelstück einer S.66 aus dem Jahre 1928 (Werknummer 32) mit einem Renault 12.Ia mit 331 kW (450 S)
- Blériot-SPAD C.128: Erneute Umzeichnung der S.86 nach der Umrüstung auf einen Hispano-Suiza-Motor, Typ 12 Ha mit 331 kW (450 PS) – später als S.126 bekannt
- Blériot-SPAD S.126: siehe Blériot-SPAD C.128

siehe auch: Blériot-SPAD S.56

## Technische Daten

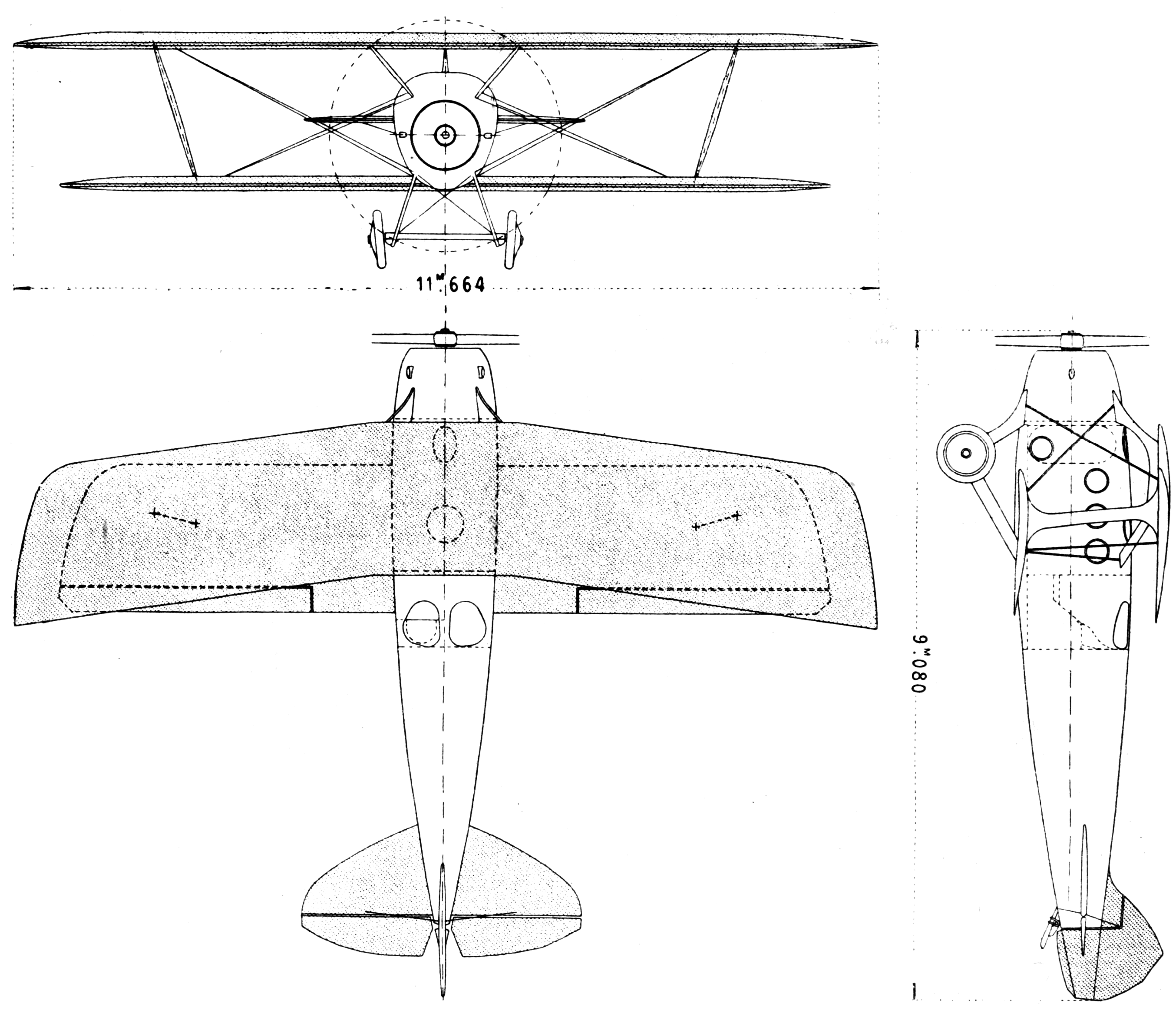
Dreiseitenansicht

| Kenngröße             | Daten                                           |
| --------------------- | ----------------------------------------------- |
| Besatzung             | 1                                               |
| Passagiere            | 4 oder 5                                        |
| Länge                 | 9,08 m                                          |
| Spannweite            | 11,66 m                                         |
| Höhe                  | 3,20 m                                          |
| Flügelfläche          | 42,18 m²                                        |
| Leermasse             | 1050 kg                                         |
| Startmasse            | 2062 kg                                         |
| Reisegeschwindigkeit  | 160 km/h                                        |
| Höchstgeschwindigkeit | 180 km/h                                        |
| Dienstgipfelhöhe      | 3800 m                                          |
| Reichweite            | 1080 km                                         |
| Triebwerke            | ein Salmson-CM.9-Sternmotor mit 191 kW (260 PS) |